# Batthyány-kormány
A Batthyány-kormány (1848. március 23. – október 2.) Magyarország első felelős „ministeriuma” (minisztériuma vagy kormánya). 1848. március 23-án az országgyűlés alsótábláján Batthyány Lajos, a március 17-én kinevezett miniszterelnök, kihirdette a kormány névsorát. A kormány szeptember 11-én mondott le, de különböző okokból végül október 2-án adta át szerepkörét az Országos Honvédelmi Bizottmánynak.

## Bécs törekvése az alkotmánymódosításra 1848 szeptemberéig
A külpolitikai események hatására a sajátos magyarországi helyzet kezelése egyelőre politikai síkon történt, aminek alapját az áprilisi törvények adták. A törvénycsomag azonban nem rendelkezett a hatalom udvarral történő megosztásának kérdéseiről, ezért mindkét fél -főleg amíg a katonai rendezés lehetősége nem volt kilátásban- igyekezett kipróbálni az új törvények adta lehetőségeit.
Az udvar és a magyar kormány politikai küzdelme arra irányult, hogy mindkét fél számára egyértelművé váljon: milyen erők állnak a politikai csoportok mögött. Az ugyanis 1848 márciusából következett, hogy sem az udvar, sem a birodalmi érdekcsoportok nem fogadják el, nem fogadhatják el a fennálló körülményeket addig, míg be nem bizonyosodik, hogy el kell fogadniuk.
Az udvar mindent elkövetett a pénzügyi és a hadügyi különállás megszüntetésére, s miközben beadványaival, tervezeteivel, tárgyalásaival "puhítgatta" a Batthyány-kormányt, azt várta, hogy az belebukjon a jobbágyfelszabadításba (és a hozzá kapcsolódó pénzügyi válságba) és a nemzetiségi mozgalmakba.
A kormány azonban megállta a helyét: a népképviseleti országgyűlés szinte minden fontosabb döntését támogatta. Nemcsak a jobbágyfelszabadítás kérdését rendezték megnyugtatóan (akár statárium bevezetésével a földfoglalások ellen), hanem a pénzügyi önállóság alapja is kialakulóban volt – lásd Kossuth-bankjegyek –, sőt a déli területeken várható volt a belháborúval fenyegető szerb mozgalom elfojtása is, mely csak idő kérdésének látszott.
Batthyány erejét mutatja az is, hogy képes volt újabb kormányalakításával tárgyalóképes félként megjelenni – s csak akkor vonult vissza, s adta át a végrehajtói hatalmat a katonai jelleggel bíró Országos Honvédelmi Bizottmánynak, amikor mindent kipróbált.
Ezek a magyar sikerek vezették el az udvart ahhoz a döntéshez, hogy egyedül katonai eszközökkel lehet számára hasznos döntést elérni (ezt részben az ellenforradalom katonai sikerei – ausztriai, cseh és észak-itáliai győzelmek –, részben pedig az ellenőrzése alatt egyre növekedő területek katonai potenciáljának figyelembe vétele eredményezi). A döntés egyértelműsége azonban meglehetősen későn derült ki: ez tette lehetővé a felkészülést és a harc vállalását.

## A kormány tagjai
| Tisztség                                          | Miniszter                                    | Miniszter                                                 | Hivatal kezdete   | Hivatal vége         | Párt             | Párt |
| ------------------------------------------------- | -------------------------------------------- | --------------------------------------------------------- | ----------------- | -------------------- | ---------------- | ---- |
| Miniszterelnök                                    |                                              | gróf németújvári Batthyány Lajos (1807–1849)              | 1848. március 17. | 1848. október 2.     | Ellenzéki Párt   |      |
| Igazságügy-miniszter                              |                                              | kehidai Deák Ferenc (1803–1876)                           | 1848. március 23. | 1848. szeptember 11. | Ellenzéki Párt   |      |
| Belügyminiszter                                   |                                              | szemerei Szemere Bertalan (1812–1869)                     | 1848. március 23. | 1848. október 2.     | Ellenzéki Párt   |      |
| Hadügyminiszter                                   |                                              | Ideiglenesen gróf németújvári Batthyány Lajos (1807–1849) | 1848. április 7   | 1848. május 23.      | Ellenzéki Párt   |      |
| Hadügyminiszter                                   | Ideiglenesen kehidai Deák Ferenc (1803–1876) |                                                           | 1848. április 7   | 1848. május 23.      | Ellenzéki Párt   |      |
| Hadügyminiszter                                   |                                              | pacséri Mészáros Lázár altábornagy (1796–1858)            | 1848. május 23.   | 1848. október 2.     | Hadsereg         |      |
| Vallás- és közoktatásügyi miniszter               |                                              | báró vásárosnaményi Eötvös József (1813–1871)             | 1848. április 7.  | 1848. szeptember 11. | Ellenzéki Párt   |      |
| A király személye körüli miniszter                |                                              | herceg galántai Esterházy Pál Antal (1786–1866)           | 1848. április 7.  | 1848. szeptember 9.  | Konzervatív Párt |      |
| Pénzügyminiszter                                  |                                              | udvardi és kossuthfalvi Kossuth Lajos (1802–1894)         | 1848. április 7.  | 1848. szeptember 12. | Ellenzéki Párt   |      |
| Földművelés-, ipar- és kereskedelemügyi miniszter |                                              | szlavoviczi Klauzál Gábor (1804–1866)                     | 1848. március 23. | 1848. október 2.     | Ellenzéki Párt   |      |
| Közmunka- és közlekedésügyi miniszter             |                                              | gróf sárvárfelsővidéki Széchenyi István (1791–1860)       | 1848. április 16. | 1848. szeptember 4.  | Független        |      |

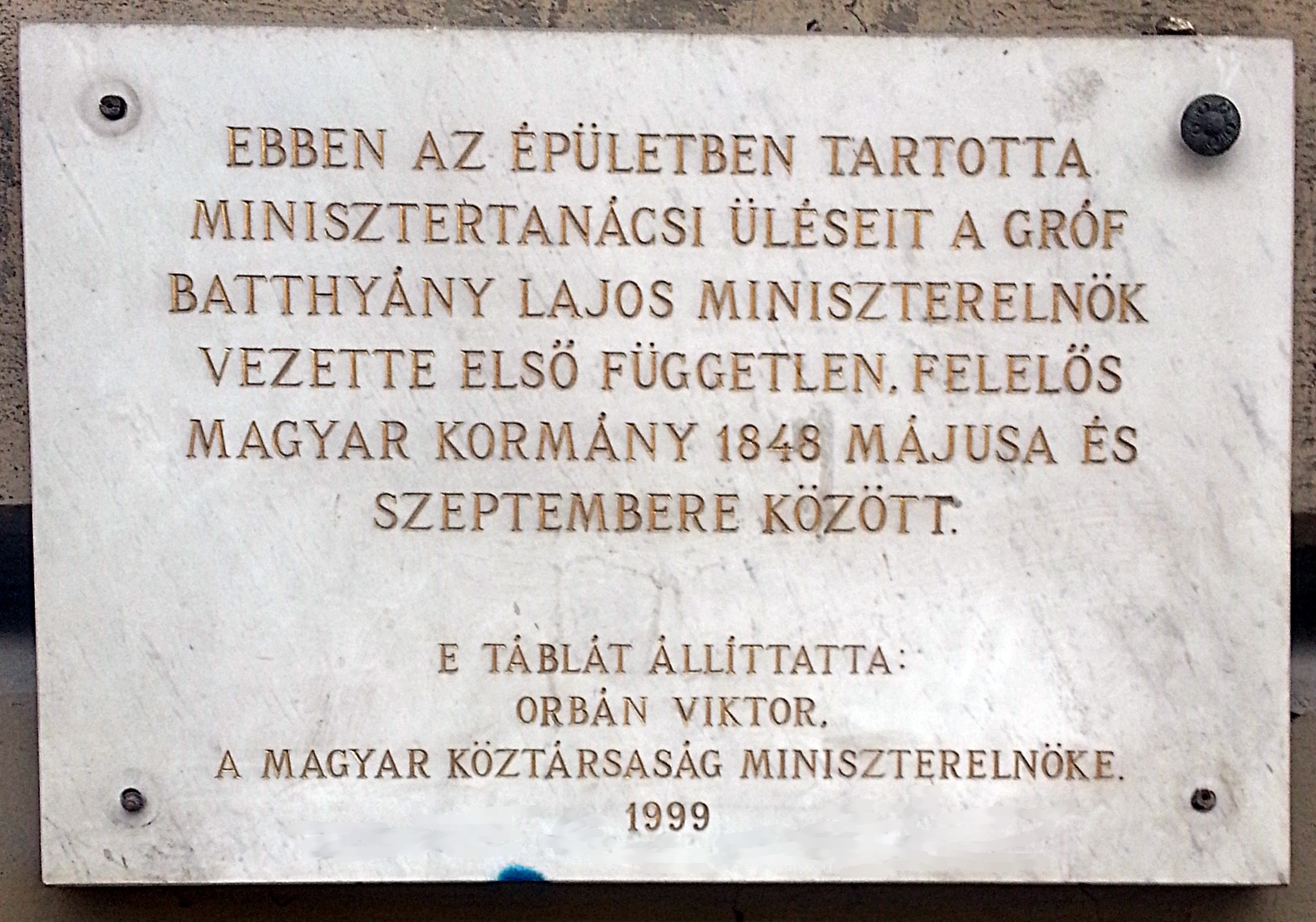
Emléktábla Budapesten:
V. kerület, Kossuth Lajos utca 3.

1848 szeptemberében a kormánytagok névsora átalakult, hat miniszter helyett államtitkárok, illetve a közmunka- és közlekedésügyi tárca osztályfőnöke vette át az adott tárcák irányítását.